# David Clark
David Clark (nascut el 1972 o 1973) és un polític neozelandès i diputat de la Cambra de Representants de Nova Zelanda, representant la circumscripció electoral de Dunedin North des de les eleccions de 2011. És un membre del Partit Laborista. Clark és el portaveu sobre el rèdit per l'oposició parlamentària i el Partit Laborista.

## Inicis
Clark va néixer a Auckland i va realitzar els seus estudis primaris i secundaris a Auckland. Va anar a la Universitat d'Otago, a Dunedin, per realitzar els seus estudis terciaris. Allí estudià principalment teologia.
Fou un ministre presbiterià i va ser el mossèn a la unió civil del diputat Grant Robertson. Va treballar com a analista tresorer i va ser el president de Selwyn College, a la Universitat d'Otago.

## Diputat
| Parlament de Nova Zelanda |      |                |        |           |
| Anys                      | Leg. | Circumscripció | Llista | Partit    |
| 2011-actualitat           | 50   | Dunedin North  | 49     | Laborista |

Després de servir com a president del comitè electoral del Partit Laborista de Dunedin North, Clark va ser elegit pel partit per a reemplaçar Pete Hodgson, qui es retirava. Fàcilment guanyà en la circumscripció de Dunedin North en les eleccions de 2011 amb el 44,25% del vot, contra el 32,35% de Michael Woodhouse del Partit Nacional i el 19,51% de Metiria Turei del Partit Verd. Dels 29.323 vots vàlids, va captar-ne 12.976 i va obtenir una majoria de 3.489 vots.

## Vida personal
Està casat amb Katrina i tenen un fill. El seu germà Ben, va ser candidat també pel Partit Laborista en les eleccions de 2011, a la circumscripció de North Shore; quedà en segon lloc per darrere de Maggie Barry del Partit Nacional.